# Coupe du monde des nations d'athlétisme 1985
La 4e coupe du monde des nations d'athlétisme s'est déroulée du 4 au 6 octobre 1985 au Canberra Stadium à Canberra en Australie.
| Courses: 100 m - 200 m - 400 m - 800 m - 1 500 m - 3 000 m - 5 000 m - 10 000 m Obstacles: 100 m haies - 110 m haies - 400 m haies - 3 000 m steeple Sauts: Hauteur - Longueur - Triple saut - Perche Lancers: Javelot - Disque - Poids - Marteau Relais: 4 × 100 m - 4 × 400 m |

## Résultats
| Place | Pays ou continent  | Points |
| ----- | ------------------ | ------ |
| 1     | États-Unis         | 123    |
| 2     | Union soviétique   | 115    |
| 3     | Allemagne de l'Est | 114    |
| 4     | Europe             | 97,5   |
| 5     | Afrique            | 81     |
| 6     | Amériques          | 80     |
| 7     | Océanie            | 65     |
| 8     | Asie               | 39,5   |

| Place | Pays ou continent  | Points |
| ----- | ------------------ | ------ |
| 1     | Allemagne de l'Est | 121    |
| 2     | Union soviétique   | 105,5  |
| 3     | Europe             | 86     |
| 4     | Amériques          | 62,5   |
| 5     | États-Unis         | 61     |
| 6     | Océanie            | 52     |
| 7     | Asie               | 42     |
| 8     | Afrique            | 41     |

## 100 m
| Rang | Pays ou continent  | Athlète           | Temps   |
| ---- | ------------------ | ----------------- | ------- |
| 1    | Amériques          | Ben Johnson       | 10 s 00 |
| 2    | Afrique            | Chidi Imoh        | 10 s 11 |
| 3    | Allemagne de l'Est | Frank Emmelmann   | 10 s 17 |
| 4    | États-Unis         | Kirk Baptiste     | 10 s 17 |
| 5    | Océanie            | Gerrard Keating   | 10 s 22 |
| 6    | Union soviétique   | Nikolay Yushmanov | 10 s 26 |
| 7    | Europe             | Marian Woronin    | 10 s 45 |
| 8    | Asie               | Zheng Chen        | 10 s 48 |

| Rang | Pays ou continent  | Athlète          | Temps   |
| ---- | ------------------ | ---------------- | ------- |
| 1    | Allemagne de l'Est | Marlies Göhr     | 11 s 10 |
| 2    | Amériques          | Grace Jackson    | 11 s 30 |
| 2    | Union soviétique   | Marina Zhirova   | 11 s 30 |
| 4    | Europe             | Anelia Nuneva    | 11 s 50 |
| 5    | Afrique            | Rufina Ubah      | 11 s 55 |
| 6    | Océanie            | Jenny Flaherty   | 11 s 79 |
| 7    | États-Unis         | Kathrene Wallace | 11 s 86 |
| 8    | Asie               | Lee Young-sook   | 11 s 92 |

## 200 m
| Rang | Pays ou continent  | Athlète           | Temps   |
| ---- | ------------------ | ----------------- | ------- |
| 1    | Amériques          | Robson da Silva   | 20 s 44 |
| 2    | Allemagne de l'Est | Frank Emmelmann   | 20 s 51 |
| 3    | Océanie            | Darren Clark      | 20 s 78 |
| 4    | Asie               | Chang Jae-keun    | 20 s 90 |
| 5    | Europe             | Carlo Simionato   | 21 s 09 |
| 6    | Union soviétique   | Vladimir Muravyov | 21 s 13 |
| 7    | Afrique            | Simeon Kipkemboi  | 21 s 50 |
| 8    | États-Unis         | Kirk Baptiste     | DSQ     |

| Rang | Pays ou continent  | Athlète        | Temps   |
| ---- | ------------------ | -------------- | ------- |
| 1    | Allemagne de l'Est | Marita Koch    | 21 s 90 |
| 2    | Amériques          | Grace Jackson  | 22 s 61 |
| 3    | Union soviétique   | Marina Zhirova | 22 s 66 |
| 4    | Europe             | Ewa Kasprzyk   | 23 s 05 |
| 5    | États-Unis         | Pam Marshall   | 23 s 15 |
| 6    | Océanie            | Maree Chapman  | 23 s 71 |
| 7    | Afrique            | Rufina Ubah    | 24 s 02 |
| 8    | Asie               | Vandana Rao    | 24 s 38 |

## 400 m
| Rang | Pays ou continent  | Athlète           | Performance |
| ---- | ------------------ | ----------------- | ----------- |
| 1    | États-Unis         | Michael Franks    | 44 s 47     |
| 2    | Allemagne de l'Est | Thomas Schönlebe  | 44 s 72     |
| 3    | Afrique            | Innocent Egbunike | 44 s 99     |
| 4    | Océanie            | Darren Clark      | 45 s 12     |
| 5    | Union soviétique   | Vladimir Krylov   | 45 s 73     |
| 6    | Amériques          | Héctor Daley      | 46 s 04     |
| 7    | Europe             | Aldo Canti        | 46 s 21     |
| 8    | Asie               | Mohamed al-Malky  | 47 s 18     |

| Rang | Pays ou continent  | Athlète               | Performance  |
| ---- | ------------------ | --------------------- | ------------ |
| 1    | Allemagne de l'Est | Marita Koch           | 47 s 60 (RM) |
| 2    | Union soviétique   | Olga Vladykina        | 48 s 27      |
| 3    | États-Unis         | Lillie Leatherwood    | 50 s 43      |
| 4    | Amériques          | Ana Fidelia Quirot    | 50 s 86      |
| 5    | Europe             | Jarmila Kratochvilova | 50 s 95      |
| 6    | Océanie            | Debbie Flintoff-King  | 51 s 57      |
| 7    | Asie               | Pilavullakandi Usha   | 51 s 61      |
| 8    | Afrique            | Kehinde Vaughan       | 53 s 16      |

## 800 m
| Rang | Pays ou continent  | Athlète             | Performance   |
| ---- | ------------------ | ------------------- | ------------- |
| 1    | Afrique            | Sammy Koskei        | 1 min 45 s 14 |
| 2    | Union soviétique   | Viktor Kalinkin     | 1 min 45 s 72 |
| 3    | Amériques          | Agberto Guimaraes   | 1 min 45 s 80 |
| 4    | Allemagne de l'Est | Detlef Wagenknecht  | 1 min 45 s 83 |
| 5    | Europe             | Rob Druppers        | 1 min 46 s 27 |
| 6    | États-Unis         | John Marshall       | 1 min 47 s 46 |
| 7    | Océanie            | Peter Pearless      | 1 min 54 s 15 |
| 8    | Asie               | Batumalai Rajakumar | DNF           |

| Rang | Pays ou continent  | Athlète               | Performance   |
| ---- | ------------------ | --------------------- | ------------- |
| 1    | Allemagne de l'Est | Christine Wachtel     | 2 min 01 s 57 |
| 2    | Europe             | Jarmila Kratochvilova | 2 min 01 s 99 |
| 3    | Union soviétique   | Nadezhda Olizarenko   | 2 min 02 s 17 |
| 4    | Amériques          | Ana Fidelia Quirot    | 2 min 03 s 57 |
| 5    | États-Unis         | Joetta Clark          | 2 min 03 s 81 |
| 6    | Afrique            | Selina Chirchir       | 2 min 04 s 16 |
| 7    | Océanie            | Wendy Old             | 2 min 05 s 36 |
| 8    | Asie               | Shiny Abraham         | 2 min 06 s 39 |

## 1 500 m
| Rang | Pays ou continent  | Athlète             | Performance   |
| ---- | ------------------ | ------------------- | ------------- |
| 1    | Afrique            | Omer Khalifa        | 3 min 41 s 16 |
| 2    | Allemagne de l'Est | Olaf Beyer          | 3 min 41 s 26 |
| 3    | Union soviétique   | Igor Lotarev        | 3 min 41 s 92 |
| 4    | Europe             | José Manuel Abascal | 3 min 42 s 16 |
| 5    | Océanie            | Mike Hillardt       | 3 min 42 s 65 |
| 6    | États-Unis         | Craig Masback       | 3 min 46 s 54 |
| 7    | Amériques          | David Campbell      | 3 min 47 s 93 |
| 8    | Asie               | Bagicha Singh       | 3 min 54 s 88 |

| Rang | Pays ou continent  | Athlète             | Performance   |
| ---- | ------------------ | ------------------- | ------------- |
| 1    | Allemagne de l'Est | Hildegard Körner    | 4 min 10 s 86 |
| 2    | Union soviétique   | Ravilya Agletdinova | 4 min 11 s 21 |
| 3    | Europe             | Doina Melinte       | 4 min 19 s 66 |
| 4    | Asie               | Yang Liuxia         | 4 min 20 s 73 |
| 5    | Amériques          | Ulla Marquette      | 4 min 21 s 25 |
| 6    | Afrique            | Mary Chemweno       | 4 min 24 s 97 |
| 7    | Océanie            | Anne McKenzie       | 4 min 27 s 33 |

## 3 000 m
| Rang | Pays ou continent  | Athlète             | Performance    |
| ---- | ------------------ | ------------------- | -------------- |
| 1    | Allemagne de l'Est | Ulrike Bruns        | 9 min 14 s 65  |
| 2    | Union soviétique   | Tatyana Pozdnyakova | 9 min 15 s 65  |
| 3    | États-Unis         | Cindy Bremser       | 9 min 21 s 15  |
| 4    | Océanie            | Sharon Dalton       | 9 min 27 s 34  |
| 5    | Asie               | Li Xiuxia           | 9 min 31 s 80  |
| 6    | Afrique            | Helen Kimaiyo       | 9 min 33 s 41  |
| 7    | Amériques          | Geri Fitch          | 9 min 46 s 68  |
| 8    | Europe             | Monika Schäfer      | 10 min 03 s 47 |

## 5 000 m
| Rang | Pays ou continent  | Athlète             | Performance    |
| ---- | ------------------ | ------------------- | -------------- |
| 1    | États-Unis         | Doug Padilla        | 14 min 04 s 11 |
| 2    | Europe             | Stefano Mei         | 14 min 05 s 99 |
| 3    | Afrique            | Wodajo Bulti        | 14 min 07 s 17 |
| 4    | Allemagne de l'Est | Frank Heine         | 14 min 07 s 60 |
| 5    | Union soviétique   | Aleksandr Khudyakov | 14 min 10 s 35 |
| 6    | Océanie            | Dean Crowe          | 14 min 11 s 32 |
| 7    | Amériques          | Mauricio Gonzalez   | 14 min 11 s 78 |
| 8    | Asie               | Kozo Akutsu         | 14 min 12 s 72 |

## 10 000 m
| Rang | Pays ou continent  | Athlète            | Performance    |
| ---- | ------------------ | ------------------ | -------------- |
| 1    | Afrique            | Wodajo Bulti       | 29 min 22 s 96 |
| 2    | États-Unis         | Pat Porter         | 29 min 23 s 02 |
| 3    | Allemagne de l'Est | Werner Schildhauer | 29 min 25 s 63 |
| 4    | Amériques          | Martin Pitayo      | 29 min 35 s 85 |
| 5    | Europe             | Vincent Rousseau   | 29 min 53 s 23 |
| 6    | Océanie            | Rex Wilson         | 30 min 06 s 23 |
| 7    | Union soviétique   | Gennadiy Temnikov  | 30 min 09 s 94 |
| 8    | Asie               | Zhang Guowei       | 30 min 26 s 58 |

| Rang | Pays ou continent  | Athlète          | Performance    |
| ---- | ------------------ | ---------------- | -------------- |
| 1    | Europe             | Aurora Cunha     | 32 min 07 s 50 |
| 2    | États-Unis         | Mary Knisely     | 32 min 19 s 93 |
| 3    | Union soviétique   | Olga Bondarenko  | 32 min 27 s 70 |
| 4    | Allemagne de l'Est | Ines Bibernell   | 32 min 45 s 58 |
| 5    | Afrique            | Hassania Darami  | 33 min 46 s 69 |
| 6    | Amériques          | Mónica Regonessi | 34 min 04 s 42 |
| 7    | Asie               | Yuko Gordon      | DNF            |
| 8    | Océanie            | Lisa Martin      | DNF            |

## 110 m haies/100 m haies
| Rang | Pays ou continent  | Athlète           | Temps   |
| ---- | ------------------ | ----------------- | ------- |
| 001  | États-Unis         | Tonie Campbell    | 13 s 35 |
| 002  | Union soviétique   | Sergey Usov       | 13 s 62 |
| 003  | Allemagne de l'Est | Jorg Naumann      | 13 s 76 |
| 004  | Océanie            | Don Wright        | 13 s 79 |
| 005  | Asie               | Yu Zhicheng       | 13 s 83 |
| 005  | Europe             | György Bakos      | 13 s 83 |
| 007  | Afrique            | René Djédjémel    | 14 s 20 |
| 008  | Amériques          | Jesus Aguilasocho | 14 s 64 |

| Rang | Pays ou continent  | Athlète            | Temps   |
| ---- | ------------------ | ------------------ | ------- |
| 001  | Allemagne de l'Est | Cornelia Oschkenat | 12 s 72 |
| 002  | Europe             | Ginka Zagorcheva   | 12 s 72 |
| 003  | Union soviétique   | Svetlana Gusarova  | 13 s 01 |
| 004  | Asie               | Liu Huajin         | 13 s 20 |
| 005  | Océanie            | Glynis Nunn        | 13 s 25 |
| 006  | Afrique            | Maria Usifo        | 13 s 34 |
| 007  | États-Unis         | Pamela Page        | 13 s 49 |
| 008  | Amériques          | Cecilia Branch     | 13 s 75 |

## 400 m haies
| Rang | Pays ou continent  | Athlète            | Temps   |
| ---- | ------------------ | ------------------ | ------- |
| 1    | États-Unis         | André Phillips     | 48 s 42 |
| 2    | Union soviétique   | Aleksandr Vasilyev | 48 s 61 |
| 3    | Europe             | Harald Schmid      | 48 s 83 |
| 4    | Afrique            | Amadou Dia Ba      | 48 s 98 |
| 5    | Allemagne de l'Est | Hans-Jurgen Ende   | 50 s 22 |
| 6    | Asie               | Ahmed Hamada       | 50 s 63 |
| 7    | Amériques          | Pedro Chiamulera   | 51 s 44 |
| 8    | Océanie            | Wayne Paul         | 52 s 15 |

| Rang | Pays ou continent  | Athlète              | Performance |
| ---- | ------------------ | -------------------- | ----------- |
| 1    | Allemagne de l'Est | Sabine Busch         | 54 s 44     |
| 2    | États-Unis         | Judi Brown           | 55 s 10     |
| 3    | Océanie            | Debbie Flintoff-King | 55 s 34     |
| 4    | Afrique            | Nawal El Moutawakel  | 56 s 05     |
| 5    | Asie               | Pilavullakandi Usha  | 56 s 35     |
| 6    | Union soviétique   | Margarita Khromova   | 56 s 90     |
| 7    | Europe             | Genowefa Blaszak     | 57 s 50     |
| 8    | Amériques          | Gwen Wall            | 58 s 13     |

## 3 000 m steeple
| Rang | Pays ou continent  | Athlète         | Temps         |
| ---- | ------------------ | --------------- | ------------- |
| 1    | Afrique            | Julius Kariuki  | 8 min 39 s 51 |
| 2    | États-Unis         | Henry Marsh     | 8 min 39 s 55 |
| 3    | Amériques          | Graeme Fell     | 8 min 40 s 30 |
| 4    | Union soviétique   | Ivan Konovalov  | 8 min 41 s 46 |
| 5    | Allemagne de l'Est | Hagen Melzer    | 8 min 42 s 92 |
| 6    | Europe             | Joseph Mahmoud  | 8 min 50 s 86 |
| 7    | Océanie            | Peter Renner    | 8 min 54 s 96 |
| 8    | Asie               | Snigeyuki Aikyo | 8 min 55 s 35 |

## Saut en hauteur
| Rang | Pays ou continent  | Athlète          | Performance |
| ---- | ------------------ | ---------------- | ----------- |
| 1    | Europe             | Patrik Sjöberg   | 2,31 m      |
| 2    | États-Unis         | James Howard     | 2,28 m      |
| 3    | Amériques          | Javier Sotomayor | 2,28 m      |
| 4    | Union soviétique   | Igor Paklin      | 2,25 m      |
| 5    | Allemagne de l'Est | Andreas Sam      | 2,20 m      |
| 6    | Asie               | Shuji Ujino      | 2,15 m      |
| 7    | Afrique            | Moussa Fall      | 2,10 m      |
| 8    | Océanie            | John Atkinson    | 2,10 m      |

| Rang | Pays ou continent  | Athlète            | Performance |
| ---- | ------------------ | ------------------ | ----------- |
| 1    | Europe             | Stefka Kostadinova | 2,00 m      |
| 2    | Union soviétique   | Tamara Bykova      | 1,97 m      |
| 3    | Allemagne de l'Est | Susanne Helm       | 1,97 m      |
| 4    | Amériques          | Silvia Costa       | 1,97 m      |
| 5    | Océanie            | Christine Stanton  | 1,88 m      |
| 6    | Asie               | Yang Wenqin        | 1,85 m      |
| 7    | États-Unis         | Coleen Sommer      | 1,80 m      |
| 8    | Afrique            | Awa Dioum N'Diaye  | 1,70 m      |

## Saut en longueur
| Rang | Pays ou continent  | Athlète        | Performance |
| ---- | ------------------ | -------------- | ----------- |
| 1    | États-Unis         | Mike Conley    | 8,20 m      |
| 2    | Union soviétique   | Robert Emmiyan | 8,09 m      |
| 3    | Europe             | Laszlo Szalma  | 8,09 m      |
| 4    | Océanie            | Gary Honey     | 7,98 m      |
| 5    | Asie               | Liu Yuhuang    | 7,98 m      |
| 6    | Amériques          | Ubaldo Duany   | 7,87 m      |
| 7    | Allemagne de l'Est | Uwe Lange      | 7,76 m      |
| 8    | Afrique            | Paul Emordi    | 7,63 m      |

| Rang | Pays ou continent  | Athlète                 | Performance |
| ---- | ------------------ | ----------------------- | ----------- |
| 1    | Allemagne de l'Est | Heike Drechsler         | 7,27 m      |
| 2    | Union soviétique   | Galina Chistyakova      | 7,00 m      |
| 3    | États-Unis         | Carol Lewis             | 6,88 m      |
| 4    | Océanie            | Robyn Lorraway          | 6,80 m      |
| 5    | Europe             | Sabine Braun            | 6,62 m      |
| 6    | Amériques          | Shonel Ferguson         | 6,53 m      |
| 7    | Asie               | Huang Donghuo           | 6,29 m      |
| 8    | Afrique            | Marianne Mendoza-Diallo | 5,40 m      |

## Saut à la perche
| Rang | Pays ou continent  | Athlète          | Performance |
| ---- | ------------------ | ---------------- | ----------- |
| 1    | Union soviétique   | Sergueï Bubka    | 5,85 m      |
| 2    | Europe             | Philippe Collet  | 5,60 m      |
| 3    | États-Unis         | Tim Bright       | 5,40 m      |
| 4    | Asie               | Ji Zebiao        | 5,20 m      |
| 5    | Allemagne de l'Est | Christoph Pietz  | 5,20 m      |
| 6    | Océanie            | Neil Honey       | 4,70 m      |
| 7    | Afrique            | Choukri Abahnini | 4,50 m      |
| 8    | Amériques          | Ruben Camino     | -           |

## Triple saut
| Rang | Pays ou continent  | Athlète          | Performance |
| ---- | ------------------ | ---------------- | ----------- |
| 1    | États-Unis         | Willie Banks     | 17,58 m     |
| 2    | Union soviétique   | Oleg Protsenko   | 17,47 m     |
| 3    | Europe             | Khristo Markov   | 17,13 m     |
| 4    | Allemagne de l'Est | Volker Mai       | 17,07 m     |
| 5    | Afrique            | Paul Emordi      | 16,89 m     |
| 6    | Amériques          | Lazaro Balcindes | 16,74 m     |
| 7    | Asie               | Tian Hongxin     | 16,49 m     |
| 8    | Océanie            | Peter Beames     | 16,12 m     |

## Lancer du disque
| Rang | Pays ou continent  | Athlète               | Performance |
| ---- | ------------------ | --------------------- | ----------- |
| 1    | Union soviétique   | Georgiy Kolnootchenko | 69,08 m     |
| 2    | Allemagne de l'Est | Jürgen Schult         | 68,30 m     |
| 3    | Amériques          | Luis Delis            | 67,60 m     |
| 4    | Europe             | Imrich Bugar          | 62,96 m     |
| 5    | États-Unis         | John Powell           | 62,82 m     |
| 6    | Océanie            | Paul Nandapi          | 58,84 m     |
| 7    | Afrique            | Ahmed Kamel Shata     | 35,74 m     |
| 8    | Asie               | Li Weinan             | DNS         |

| Rang | Pays ou continent  | Athlète             | Performance |
| ---- | ------------------ | ------------------- | ----------- |
| 1    | Allemagne de l'Est | Martina Opitz       | 69,78 m     |
| 2    | Union soviétique   | Galina Savinkova    | 67,30 m     |
| 3    | Amériques          | Maritza Martén      | 66,54 m     |
| 4    | Europe             | Tsvetanka Khristova | 61,90 m     |
| 5    | Asie               | Li Xiaohui          | 57,74 m     |
| 6    | États-Unis         | Carol Cady          | 56,52 m     |
| 7    | Océanie            | Sue Reinwald        | 53,92 m     |
| 8    | Afrique            | Zoubida Laayouni    | 49,68 m     |

## Lancer du poids
| Rang | Pays ou continent  | Athlète               | Performance |
| ---- | ------------------ | --------------------- | ----------- |
| 1    | Allemagne de l'Est | Ulf Timmermann        | 22,00 m     |
| 2    | Union soviétique   | Sergey Smirnov        | 21,72 m     |
| 3    | Europe             | Alessandro Andrei     | 21,14 m     |
| 4    | États-Unis         | Dave Laut             | 20,51 m     |
| 5    | Amériques          | Gert Weil             | 19,50 m     |
| 6    | Afrique            | Ahmed Mohamed Ashoush | 18,41 m     |
| 7    | Asie               | Balwinder Singh       | 17,11 m     |
| 8    | Océanie            | Wayne Barber          | 16,15 m     |

| Rang | Pays ou continent  | Athlète            | Performance |
| ---- | ------------------ | ------------------ | ----------- |
| 1    | Union soviétique   | Natalya Lisovskaya | 20,69 m     |
| 2    | Allemagne de l'Est | Heike Hartwig      | 19,98 m     |
| 3    | Europe             | Helena Fibingerova | 19,17 m     |
| 4    | Océanie            | Gael Martin        | 18,04 m     |
| 5    | Asie               | Gong Yuzhen        | 17,83 m     |
| 6    | États-Unis         | Ramona Pagel       | 17,31 m     |
| 7    | Amériques          | Rosa Fernandez     | 16,65 m     |
| 8    | Afrique            | Souad Maloussi     | 15,80 m     |

## Lancer du marteau
| Rang | Pays ou continent  | Athlète            | Performance |
| ---- | ------------------ | ------------------ | ----------- |
| 1    | Union soviétique   | Juri Tamm          | 82,12 m     |
| 2    | Allemagne de l'Est | Günther Rodehau    | 78,44 m     |
| 3    | États-Unis         | Jud Logan          | 76,68 m     |
| 4    | Europe             | Frantisek Vrbka    | 71,62 m     |
| 5    | Afrique            | Hakim Toumi        | 69,84 m     |
| 6    | Océanie            | Hans-Martin Lotz   | 67,30 m     |
| 7    | Amériques          | Francisco Soria    | 62,38 m     |
| 8    | Asie               | Raghubir Singh Bal | 60,92 m     |

## Lancer du javelot
| Rang | Pays ou continent  | Athlète              | Performance |
| ---- | ------------------ | -------------------- | ----------- |
| 1    | Allemagne de l'Est | Uwe Hohn             | 96,96 m     |
| 2    | Union soviétique   | Heino Puuste         | 87,40 m     |
| 3    | États-Unis         | Tom Petranoff        | 87,34 m     |
| 4    | Europe             | Dave Ottley          | 87,00 m     |
| 5    | Océanie            | John Stapylton-Smith | 76,94 m     |
| 6    | Amériques          | Michael Mahovlich    | 76,14 m     |
| 7    | Asie               | Pubu Ciren           | 75,46 m     |
| 8    | Afrique            | Ahmed Mahour Bacha   | 72,72 m     |

| Rang | Pays ou continent  | Athlète          | Performance |
| ---- | ------------------ | ---------------- | ----------- |
| 1    | Union soviétique   | Olga Gavrilova   | 66,80 m     |
| 2    | Allemagne de l'Est | Petra Felke      | 66,22 m     |
| 3    | Europe             | Fatima Whitbread | 65,12 m     |
| 4    | Océanie            | Sue Howland      | 63,58 m     |
| 5    | Afrique            | Agnès Tchuinté   | 57,86 m     |
| 6    | Asie               | Zhu Hongyang     | 55,90 m     |
| 7    | Amériques          | María Colón      | 54,00 m     |
| 8    | États-Unis         | Cathy Sulinski   | 53,78 m     |

## 4 × 100 m relais
| Rang | Pays ou continent  | Athlètes                                                                                        | Temps   |
| ---- | ------------------ | ----------------------------------------------------------------------------------------------- | ------- |
| 1    | États-Unis         | Harvey Glance Kirk Baptiste Calvin Smith Dwayne Evans                                           | 38 s 10 |
| 2    | Amériques          | Desai Williams Robson da Silva Leandro Peñalver Ben Johnson                                     | 38 s 31 |
| 3    | Union soviétique   | Nikolay Yushmanov Aleksandr Semyonov Aleksandr Yevgenyev Vladimir Muravyov                      | 38 s 35 |
| 4    | Allemagne de l'Est | Heiko Truppel Steffen Bringmann Torsten Heimrath Frank Emmelmann                                | 38 s 39 |
| 5    | Europe             | Antonio Ullo Stefano Tilli Pierfrancesco Pavoni Carlo Simionato                                 | 38 s 76 |
| 6    | Océanie            | Robert Stone (athlete) (en) Peter Van Miltenburg (en) Clayton Kearney (en) Gerrard Keating (en) | 39 s 35 |
| 7    | Afrique            | Victor Edet (en) Ikpoto Eseme (en) Iziaq Adeyanju (en) Chidi Imoh                               | 39 s 55 |
| 8    | Asie               | Li Feng Cai Jianming (en) Yu Zhuanghui Zheng Cheng                                              | 39 s 74 |

| Rang | Pays ou continent  | Athlètes                                                                       | Temps        |
| ---- | ------------------ | ------------------------------------------------------------------------------ | ------------ |
| 1    | Allemagne de l'Est | Silke Gladisch Sabine Rieger Ingrid Auerswald Marlies Göhr                     | 41 s 37 (RM) |
| 2    | Union soviétique   | Antonina Nastoburko (en) Natalya Bochina Marina Zhirova Elvira Barbashina (en) | 42 s 54      |
| 3    | Europe             | Iwona Pakuła (pl) Ginka Zagorcheva Ewa Pisiewicz Ewa Kasprzyk                  | 43 s 38      |
| 4    | Amériques          | Angela Phipps Grace Jackson Esmie Lawrence Molly Killingbeck                   | 43 s 39      |
| 5    | États-Unis         | Pamela Page Susan Shurr Ella Smith Pam Marshall                                | 44 s 03      |
| 6    | Afrique            |                                                                                | 44 s 76      |
| 7    | Asie               |                                                                                | 45 s 16      |
| 8    | Océanie            |                                                                                | DSQ          |

## 4 × 400 m relais
| Rang | Pays ou continent  | Athlètes                                                                  | Performance   |
| ---- | ------------------ | ------------------------------------------------------------------------- | ------------- |
| 1    | États-Unis         | Walter McCoy André Phillips Ray Armstead Michael Franks                   | 3 min 0 s 71  |
| 2    | Allemagne de l'Est | Frank Möller Mathias Schersing Guido Lieske Thomas Schönlebe              | 3 min 0 s 82  |
| 3    | Océanie            | Bruce Frayne Gary Minihan Alan Ozolins Darren Clark                       | 3 min 1 s 35  |
| 4    | Europe             | Pierfrancesco Pavoni Klaus Just Jörg Vaihinger Angel Heras                | 3 min 1 s 46  |
| 5    | Union soviétique   | Aliaksandr Trashchyla Aleksandr Vasiliyev Vladimir Prosin Vladimir Krylov | 3 min 03 s 17 |
| 6    | Amériques          |                                                                           | 3 min 03 s 52 |
| 7    | Asie               |                                                                           | 3 min 10 s 20 |
| 8    | Afrique            |                                                                           | DSQ           |

| Rang | Pays ou continent  | Athlètes                                                              | Performance   |
| ---- | ------------------ | --------------------------------------------------------------------- | ------------- |
| 1    | Allemagne de l'Est | Kirsten Emmelmann Sabine Busch Dagmar Neubauer Marita Koch            | 3 min 19 s 49 |
| 2    | Union soviétique   | Tatyana Alekseyeva Irina Nazarova Mariya Pinigina Olga Vladykina      | 3 min 20 s 60 |
| 3    | Europe             | Rositsa Stamenova Erica Rossi Alena Bulirova Jarmila Kratochvilova    | 3 min 28 s 47 |
| 4    | Amériques          | Norfalia Carabalí Jocelyn Joseph Molly Killingbeck Ana Fidelia Quirot | 3 min 29 s 34 |
| 5    | États-Unis         |                                                                       | 3 min 30 s 99 |
| 6    | Océanie            |                                                                       | 3 min 35 s 93 |
| 7    | Afrique            |                                                                       | 3 min 36 s 86 |
| 8    | Asie               |                                                                       | 3 min 37 s 59 |

## Légende
Records et Performances
- AR : Record continental (area record)
- CR : Record des championnats (championship record)
- MR : Record du meeting (meet record)
- NR : Record national (national record)
- OR : Record olympique (olympic record)
- PR : Record paralympique (paralympic record)
- PB : Record personnel (personal best)
- SB : Meilleure performance personnelle de la saison (season's best)
- WL : Meilleure performance mondiale de l'année (world leader)
- WJR : Record du monde junior (world junior record)
- WR : Record du monde (world record)

Circonstances et Conditions
- DNF : N'a pas terminé (did not finish)
- DNS : N'a pas pris le départ (did not start)
- DQ : Disqualification (disqualification)
- NM : Aucun essai valable enregistré (No Mark)
- Q : Qualifié « directement » au prochain tour (ou à la prochaine compétition), lors d'une compétition majeure, grâce au classement ou à la réalisation des minima (automatic qualifier)
- q : Qualifié au prochain tour (ou à la prochaine compétition), lors d'une compétition majeure, grâce au repêchage ou à la réalisation de l'une des meilleures performances parmi celles des « non qualifiés directement » (grâce au meilleur temps ou à la meilleure distance par exemple) (secondary qualifier)